# Diapterobates montivagus
Diapterobates montivagus är en kvalsterart som först beskrevs av Hull 1914.  Diapterobates montivagus ingår i släktet Diapterobates och familjen Humerobatidae. Inga underarter finns listade i Catalogue of Life.